# Hucus
Hucus är ett släkte av skalbaggar. Hucus ingår i familjen plattnosbaggar.

## Dottertaxa tillHucus, i alfabetisk ordning[1]
- Hucus argutus
- Hucus balinus
- Hucus bicolor
- Hucus caustus
- Hucus cherulus
- Hucus concinnus
- Hucus constrictus
- Hucus dives
- Hucus eurous
- Hucus fulvescens
- Hucus insulanus
- Hucus laetus
- Hucus lateralis
- Hucus limbatus
- Hucus lineatocollis
- Hucus loratus
- Hucus melanostoma
- Hucus numatus
- Hucus ovinus
- Hucus pallidus
- Hucus persimilis
- Hucus pharax
- Hucus placivus
- Hucus proles
- Hucus stenulus
- Hucus striatus
- Hucus sulcicollis
- Hucus tumidus
- Hucus vestitus
- Hucus virgatus